# Amphiesma atemporale
Amphiesma atemporale este o specie de șerpi din genul Amphiesma, familia Colubridae, descrisă de Bourret 1934. Conform Catalogue of Life specia Amphiesma atemporale nu are subspecii cunoscute.